# Glacier de Tsanfleuron
Le glacier de Tsanfleuron, parfois orthographié Zanfleuron, est le plus grand glacier du massif des Diablerets, en Suisse.

## Géographie

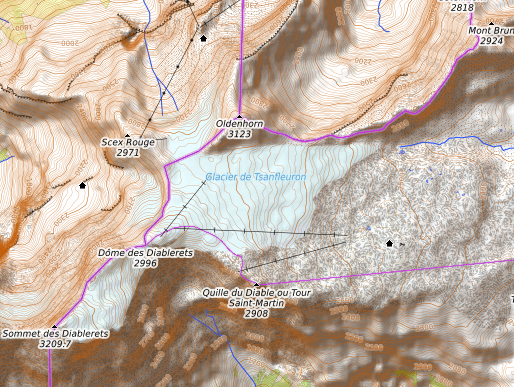
Carte topographique du glacier.

Le glacier prend naissance au dôme des Diablerets à une altitude de 2 990 m et s’écoule sur un plateau faiblement incliné vers l’est au pied de la face sud de la Becca d’Audon. Il est essentiellement situé sur le territoire de la commune valaisanne de Savièse. Au nord-ouest, à travers le large col de Tsanfleuron (2 816 m), il est directement relié au petit glacier du Sex Rouge qui descend sur le versant vaudois.
Il mesurait 3,7 km de long en 1970 et sa surface était alors de 3,81 km2. En 2008, sa surface avait diminué à 2,8 km2 pour un volume de 100 millions de m3. Son recul est régulier, pratiquement sans interruption depuis le début des mesures en 1884. En ce qui concerne l'épaisseur, il perd 1,4 m par an en moyenne. Du fait de son altitude relativement basse et de son faible dénivelé, il réagit fortement aux variations climatiques : lors du dernier maximum du petit âge glaciaire, vers 1850, il s’étendait sur 7,19 km2 et descendait 3 km plus à l’est, presque jusqu’au col du Sanetsch. Au XXIe siècle, avec le réchauffement climatique, même le sommet du glacier n’est plus recouvert par la neige durant de nombreux étés. Cela signifie que la zone d’ablation s’étend désormais sur l’ensemble du glacier et qu’il disparaîtra complètement, vers 2038 si la tendance actuelle se poursuit.
À l'été 2022, le col de Tsanfleuron, sous la glace depuis environ 2 000 ans, a refait surface à la suite de la canicule en Europe et d'un hiver avare en précipitations. En 2012, l'épaisseur de la glace à cet endroit-là était encore de quinze mètres. Un mois plus tard, les deux glaciers sont séparés,.

## Zone périglaciaire
Les dernières avancées du glacier ont laissé des traces dans le paysage. C’est notamment le cas de l’avant-dernière, il y a environ 12 000 ans lors du Dryas récent où il produisait une diffluence au niveau du col du Sanetsch et se divisait en deux langues, l’une vers le sud et la vallée de la Morge et l’autre vers le nord et la vallée de la Sarine. Les dépôts de la langue sud ont disparu, entraînés par l’érosion, mais ceux de la langue nord ont laissé une série de hummocks, des petits cônes de quelques mètres de haut, en amont du lac de Sénin.
Les traces de la dernière avancée, celle de 1850, sont nettement mieux visibles sous la forme d’une ceinture de moraines.
Bien que situé sur un terrain karstique, une partie des eaux de fonte s'écoule en surface par le ruisseau du Lachon, nom donné au cours supérieur de la Morge. La plus grande partie s'infiltre cependant à travers de nombreuses pertes et alimente essentiellement la source de Glarey (1 553 m d'altitude, débit de 150 l/s) dans la vallée de la Morge, captée partiellement depuis 1990 pour l'approvisionnement en eau potable de Conthey. 
D'autres sources sont également alimentées : les eaux de la partie amont rejoignent les sources de Tschoetre (1 500 m, 500 l/s) dans la vallée de la Lizerne, un autre affluent du Rhône, tandis que celles de la partie nord se retrouvent dans la source de la Sarine et s'écoulent donc vers la mer du Nord puisqu'elles passent dans le bassin versant du Rhin.

## Histoire
Un couple de Savièse (Valais), Marcelin et Francine Dumoulin, a disparu dans le massif des Diablerets en août 1942, laissant derrière lui ses sept enfants. Les recherches menées par les proches et par l’armée n’ont alors pas permis de les retrouver. Âgés respectivement de 40 et 37 ans, l'homme et la femme se rendaient dans un alpage situé sur le canton de Berne pour y nourrir leur bétail. Leurs corps momifiés, parfaitement préservés dans la neige, sont réapparus en juillet 2017 à la surface du glacier, près d'un ancien chemin pédestre reliant le Valais au canton de Berne,. Sur une septantaine d’années, depuis la disparition du couple, l'épaisseur du glacier a diminué de 45 m et son étendue de 200 m. Des funérailles ont eu lieu le 22 juillet 2017 à Savièse, en présence des deux filles encore vivantes, des petits-enfants et arrière-petits-enfants et de nombreuses personnes du village. Le couple est enterré auprès de leurs cinq fils.

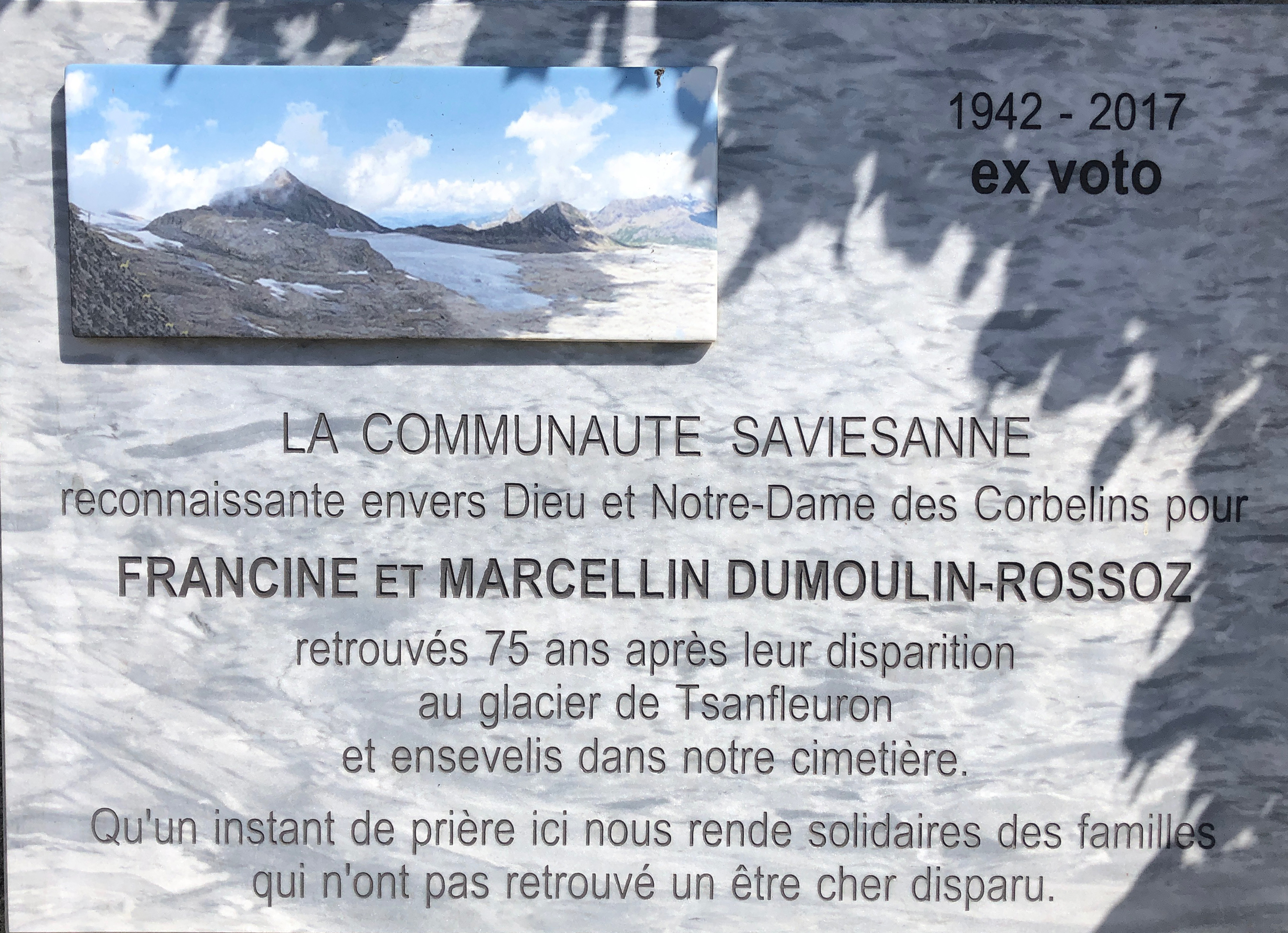
Ex voto - Cimetière de Savièse
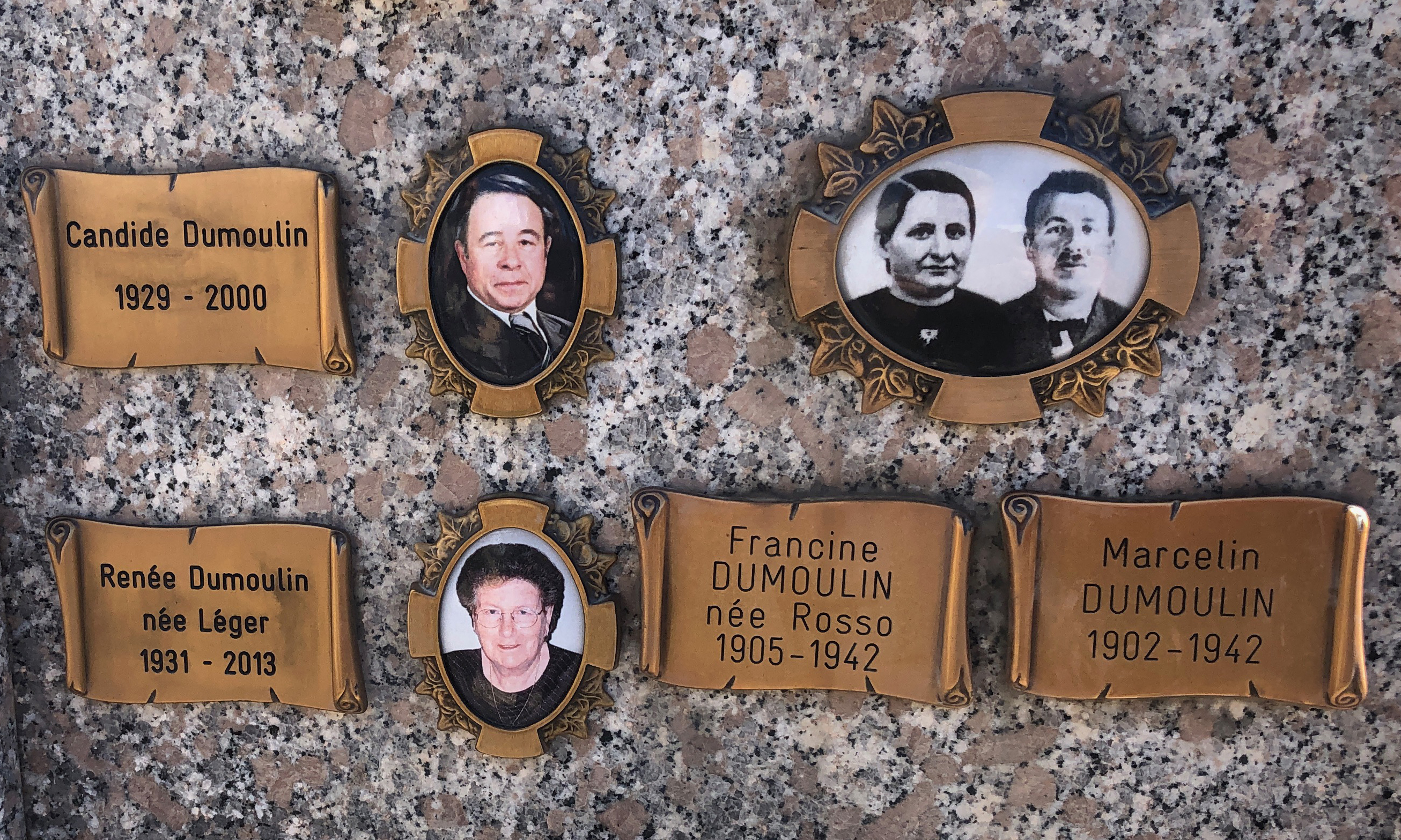
Cimetière de Savièse

## Tourisme
Le glacier est équipé d'un télésiège et de trois téléskis. L'un d'eux, d'une longueur de 2 300 m, fait partie des plus longs d'Europe. Le nom commercial du domaine skiable est « Glacier 3000 ». Ouvertes par le passé jusqu'au mois de juillet, les pistes sont désormais fermées de début mai à début novembre du fait du recul du glacier de Tsanfleuron.
À la suite de ce retrait glaciaire, il est désormais possible d'observer et de découvrir, le long d'un parcours didactique conduisant à la cabane de Prarochet, une géomorphologie glaciokarstique exceptionnelle. Le glacier recouvre un lapiaz où se situent de nombreuses cavités, et notamment le gouffre du Glacier.

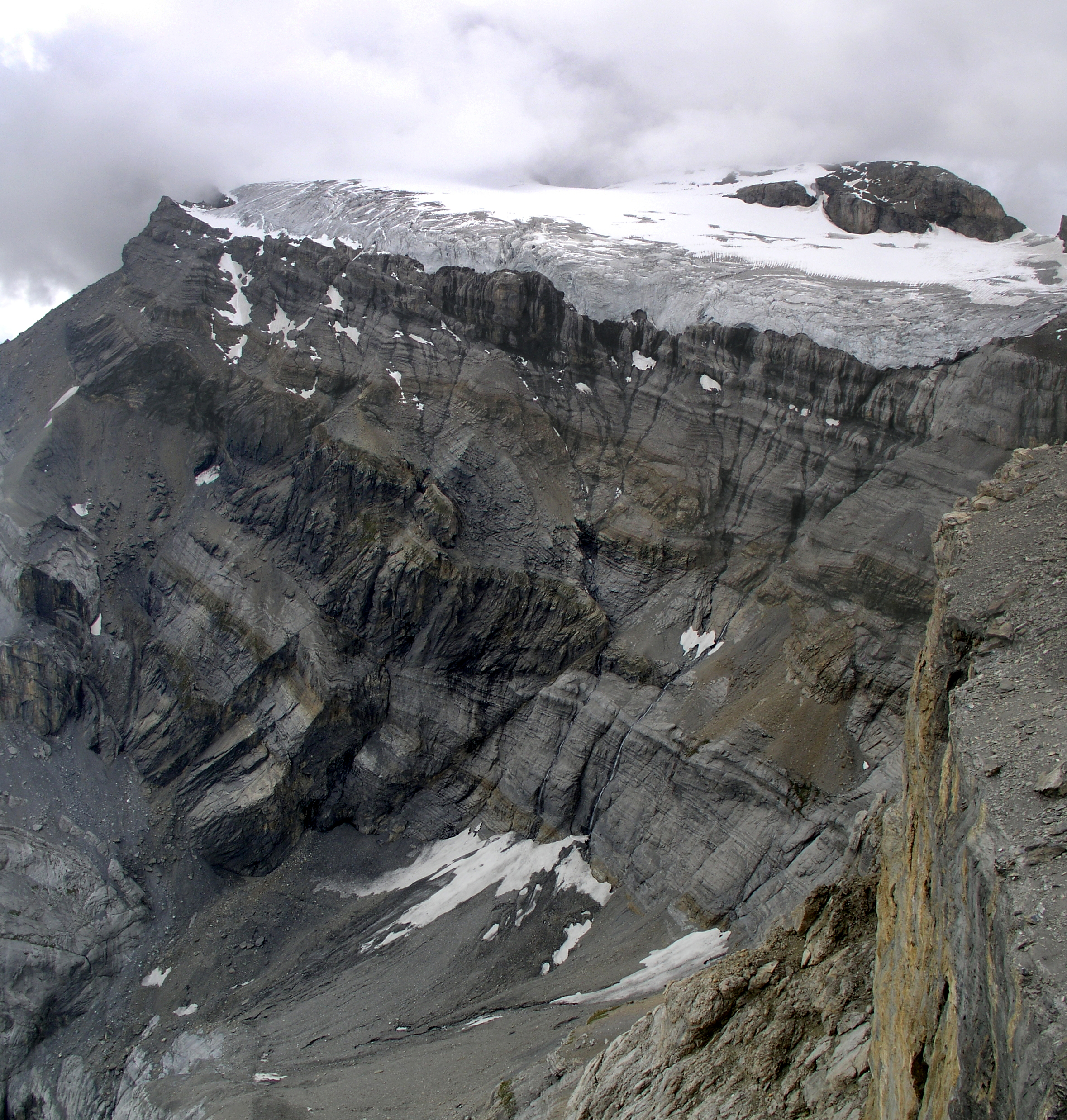
Bordure méridionale du glacier.
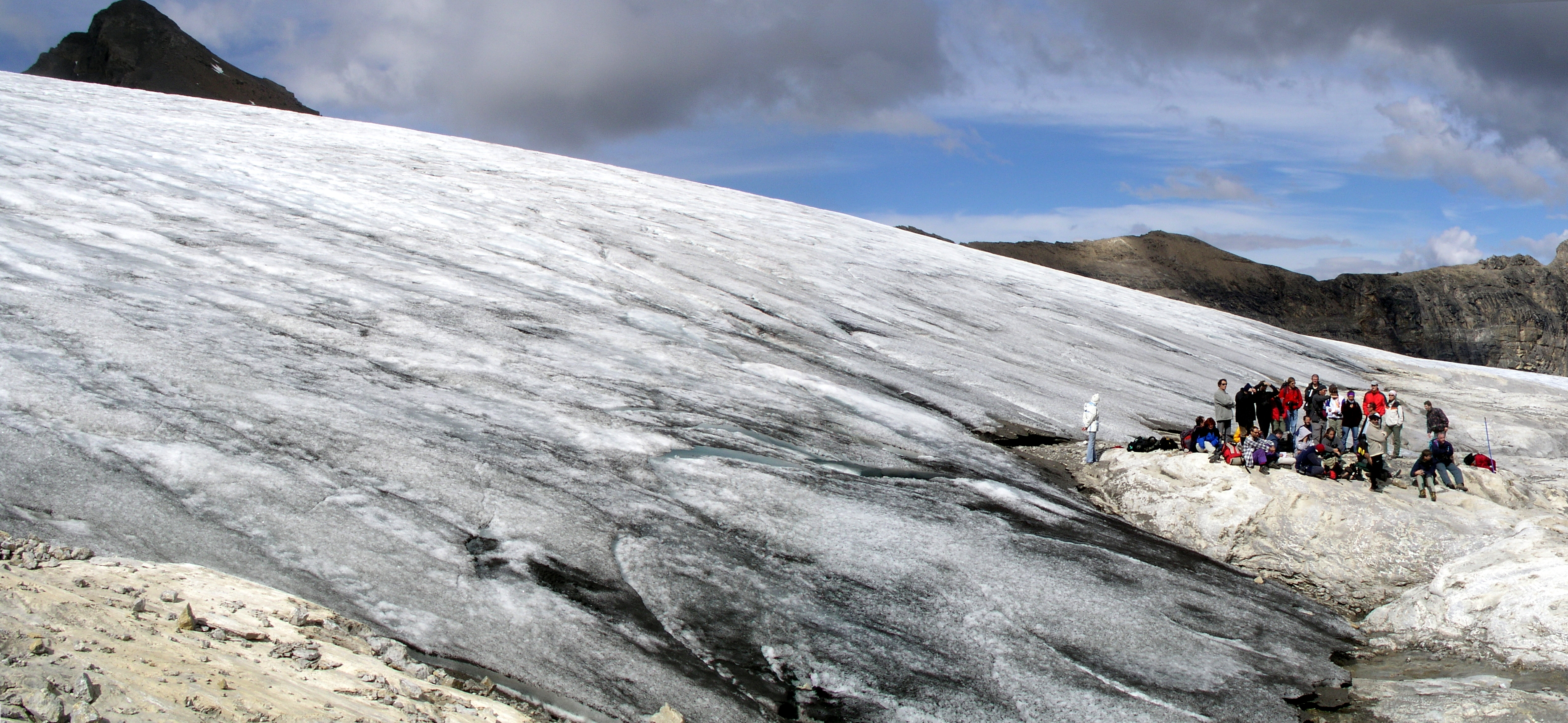
Le glacier de Tsanfleuron dominé par l'Oldehore.
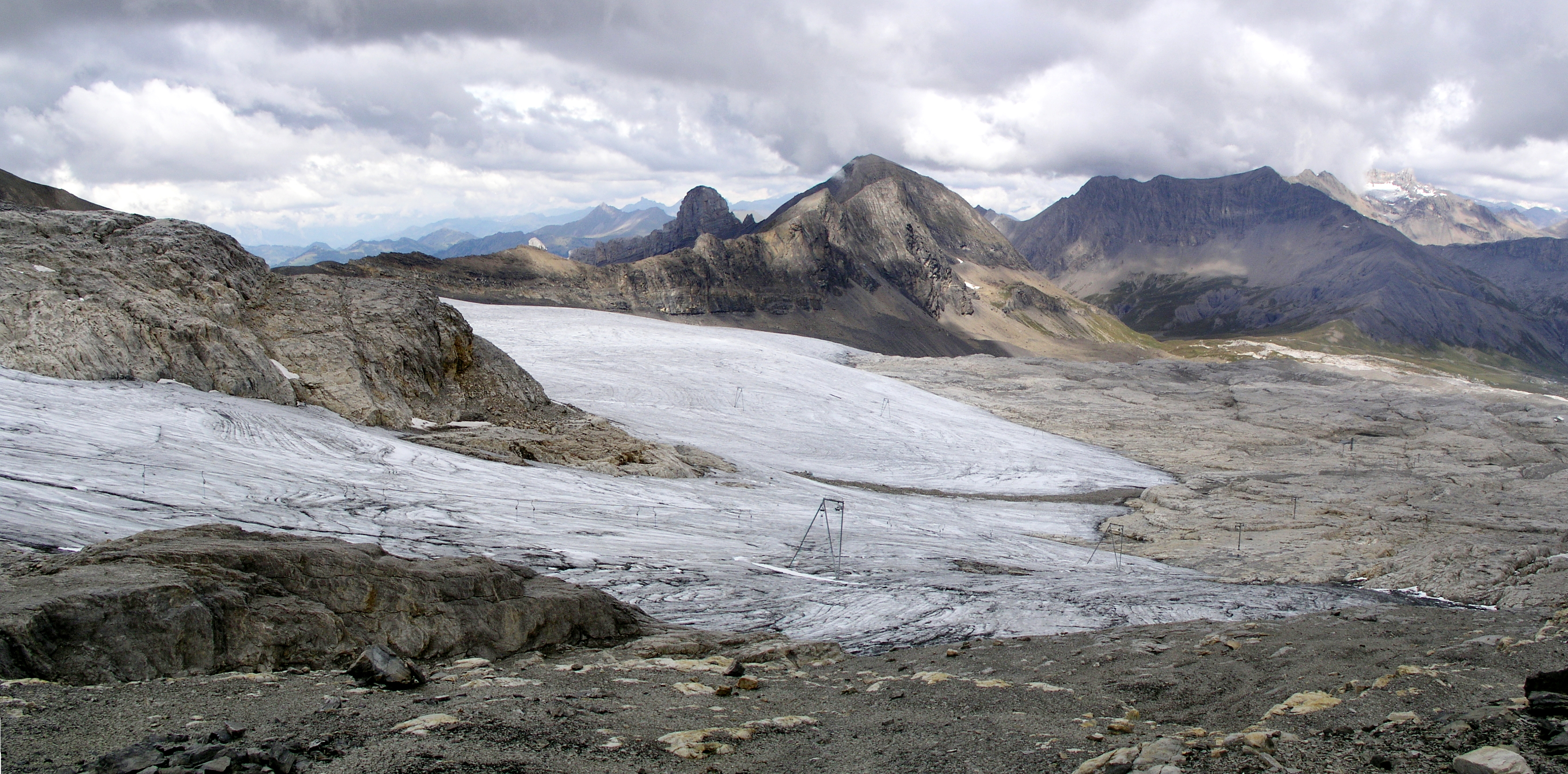
Le glacier et les remontées mécaniques.
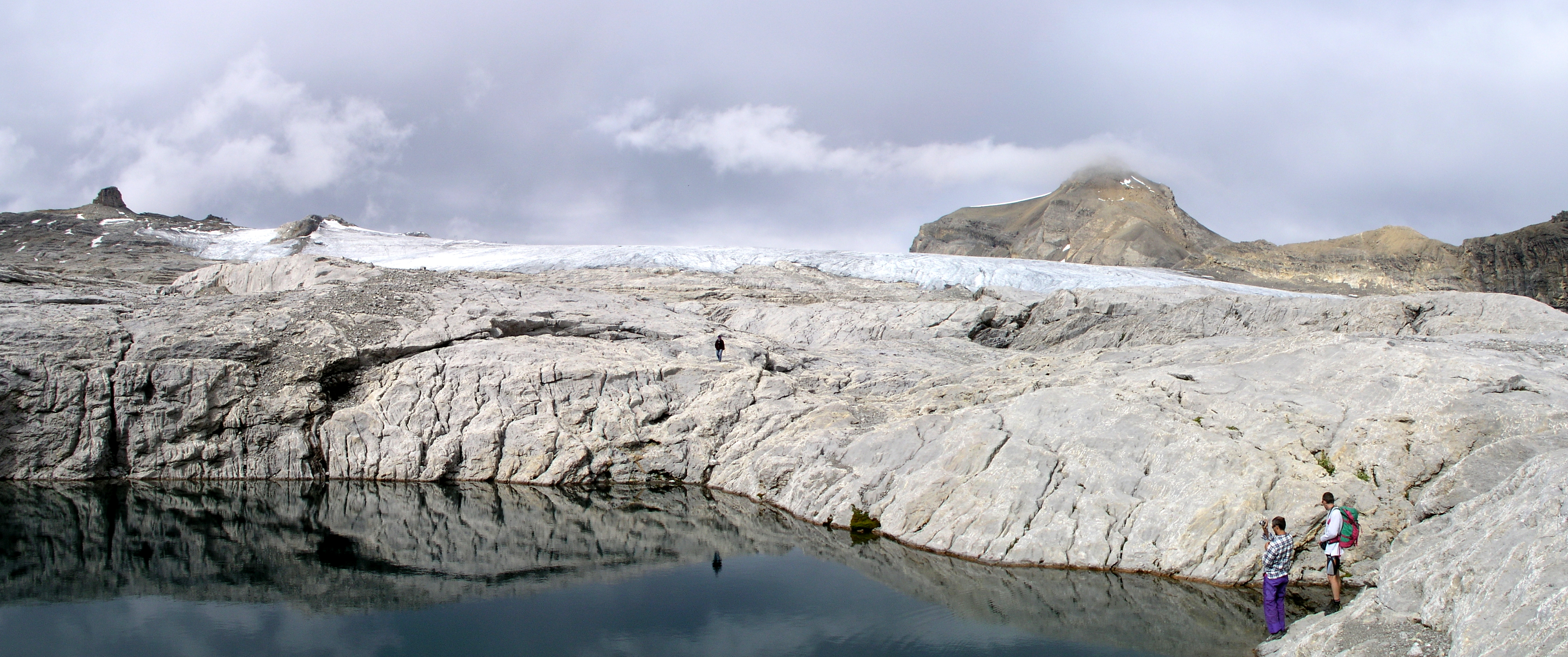
Lac près de la cabane de Prarochet ; au fond on aperçoit le glacier.
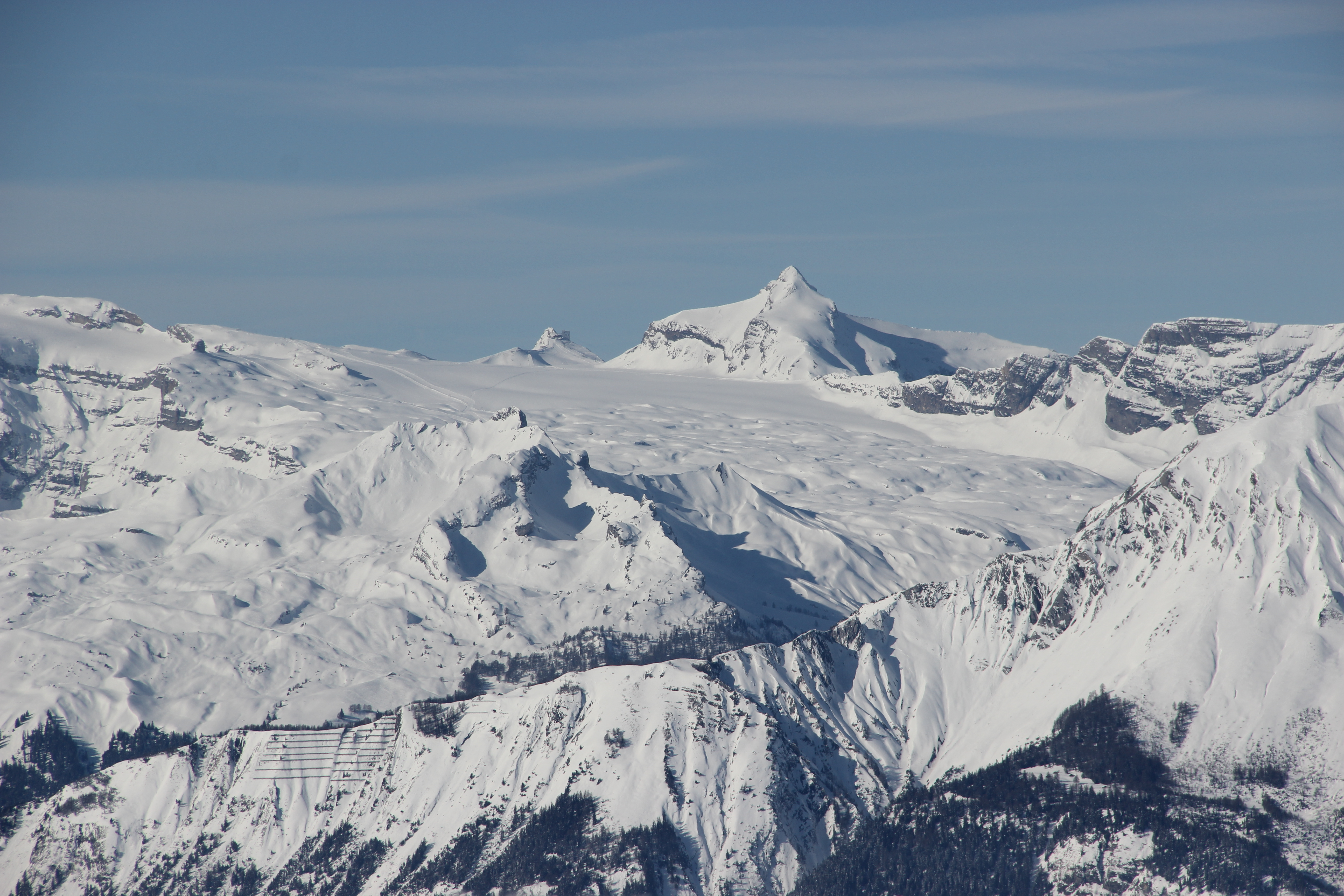
La Fava, le Sex Rouge, l'Oldehore et le glacier de Tsanfleuron.
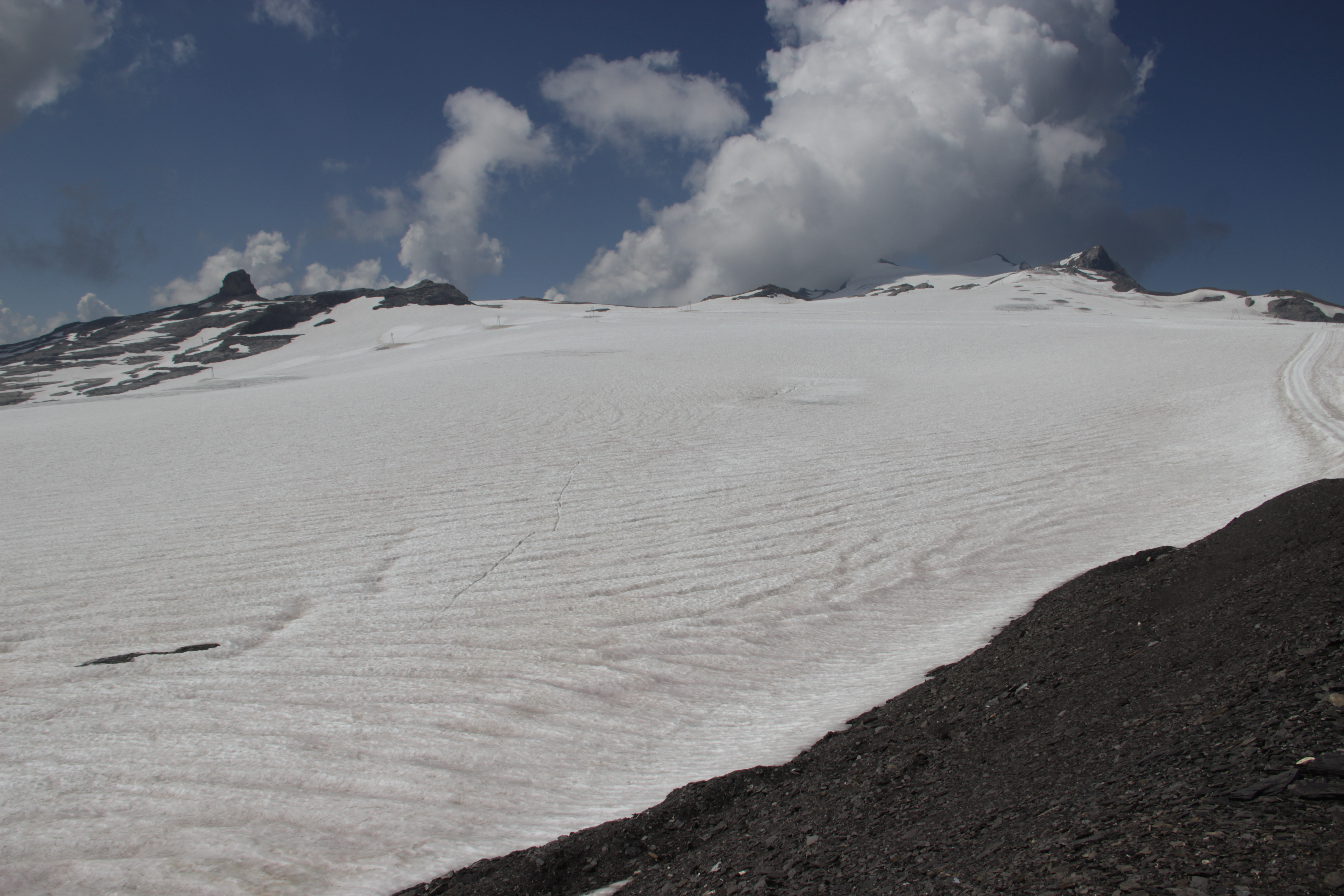
Le glacier de Tsanfleuron.
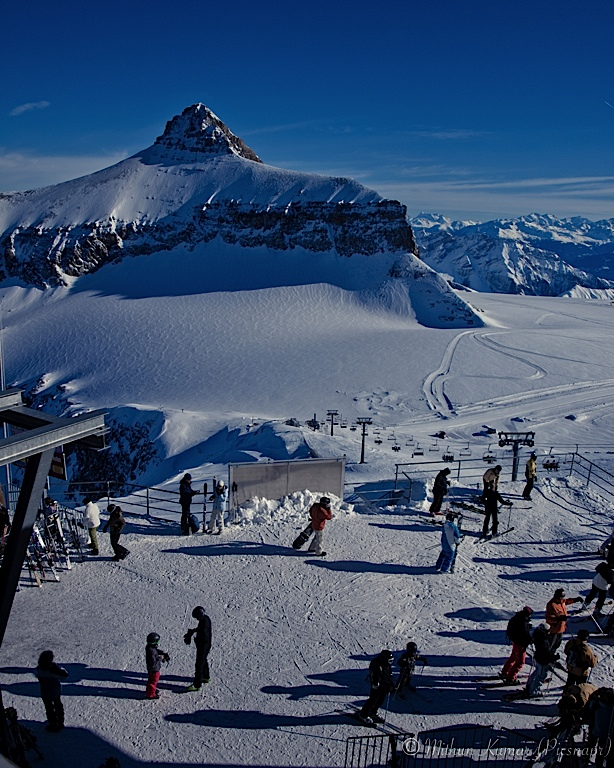
Le site de ski Glacier 3000.